# Konstytucja Turcji
Uwaga! Ten artykuł od 2022-10 opisuje nieaktualny stan prawny. Jeśli możesz, popraw treść na podstawie najświeższych informacji.
 Po wyeliminowaniu niedoskonałości należy usunąć szablon [[Szablon:Dopracować|]] z tego artykułu.
Konstytucja Turcji – podstawowy akt prawny Turcji, posiadający najwyższą moc prawną w systemie źródeł prawa w tym państwie. Została uchwalona w 1982 roku. Według konstytucji Turcja jest republiką parlamentarną z jednoizbowym parlamentem – Wielkim Zgromadzeniem Narodowym z 550 miejscami. Członkowie parlamentu wyłaniani są w głosowaniu powszechnym przeprowadzanym co pięć lat.
Głową państwa jest prezydent wybierany w wyborach bezpośrednich na pięcioletnią kadencję. Prezydent powołuje premiera (również ze składu parlamentu) oraz za jego rekomendacją, członków rządu.
W art. 146-153 Konstytucja reguluje status Sądu Konstytucyjnego, określając jego pozycję jako partnera Wielkiego Zgromadzenia Narodowego i władzy wykonawczej.